# Selamawit Teferi
Selamawit Dagnachew Teferi (geb. Bayoulgn; hebräisch סלאמוויט באיולין-טפרי; * 24. März 1994 in Addis Abeba) ist eine israelische Mittel- und Langstreckenläuferin äthiopischer Herkunft, die seit 2018 für Israel startberechtigt ist.

## Sportliche Laufbahn
Erste internationale Erfahrungen sammelte Selamawit Teferi beim Generali Halbmarathon 2018 in Berlin, bei dem sie nach 1:09:02 h auf Platz zwei einlief. Anschließend wurde sie beim Amgen Singelloop Breda und bei den Israelischen Halbmarathonmeisterschaften jeweils Zweite. 2021 startete sie bei den Halleneuropameisterschaften in Toruń im 3000-Meter-Lauf und belegte dort in 8:49,13 min den sechsten Platz. Bei den Olympischen Spielen in Tokio erreichte sie über die 5000 Meter mit einem neuen Landesrekord von 14:53,43 min das Finale, wo sie mit 14:54,39 min den zehnten Platz belegte. Zudem erreichte sie im 10.000-Meter-Lauf nach 32:46,46 min Rang 23. Im Dezember klassierte sie sich bei den Crosslauf-Europameisterschaften in Dublin mit 27:34 min auf dem siebten Platz.
Bei den Hallenweltmeisterschaften 2022 in Belgrad gelangte sie mit 8:50,91 min auf Platz zwölf über 3000 Meter. Kurz darauf siegte sie in 1:19:29 h, beim Jerusalem-Halbmarathon. Im Juli verpasste sie bei den Weltmeisterschaften in Eugene mit 15:44,30 min den Finaleinzug über 5000 Meter und anschließend belegte sie bei den Europameisterschaften in München in 31:24,03 min den fünften Platz über 10.000 Meter und gelangte mit 15:14,36 min auf Rang acht über 5000 Meter. Im Dezember wurde sie bei den Crosslauf-Europameisterschaften in Turin nach 27:20 min Fünfte im Einzelrennen.
2017 wurde Teferi israelische Meisterin im 800-Meter-Lauf und 2019 siegte sie über 1500 Meter. 2021 wurde sie Landesmeisterin über 1500 und 10.000 Meter. Sie ist mit dem ebenfalls aus Äthiopien stammenden Langstreckenläufer Marhu Teferi verheiratet, der auch für Israel an den Start geht.

## Persönliche Bestzeiten
- 800 Meter: 2:07,78 min, 25. Juli 2019 in Tel Aviv-Jaffa
- 1500 Meter: 4:11,37 min, 17. Juli 2019 in Lüttich (israelischer Rekord)
- Meile: 4:50,38 min, 6. Dezember 2020 in Tel Aviv-Jaffa
- 5000 Meter: 14:53,43 min, 30. Juli 2021 in Tokio (israelischer Rekord)
  - 3000 Meter (Halle): 8:48,11 min, 14. Februar 2022 in Val-de-Reuil (israelischer Rekord)
- 10.000 Meter: 31:19,50 min, 5. Juni 2021 in Birmingham
- Halbmarathon: 1:08:29 h, 6. Oktober 2019 in Breda